# Hjalmar Cedercrona
Hjalmar Axel Fritz Cedercrona  (Horn, 23 december 1883 - Falkenberg (gemeente), 24 mei 1969) was een Zweeds turner.
Cedercrona won tijdens de Olympische Zomerspelen 1908 het teamonderdeel bij het turnen.

## Olympische Zomerspelen
| Jaar | Plaats | Resultaten |
| ---- | ------ | ---------- |
| 1908 | Londen | team       |